# 홍성교도소
홍성교도소는 충청남도 홍성군에 위치한 대전지방교정청 산하의 교도소이다.

## 연혁
- 1973년 개소

## 산하기관
- 서산지소: 2002년 서산구치지소 개소, 2006년 현재 명칭으로 개칭

## 같이 보기
- 정봉주